# Campsicnemus furax
Campsicnemus furax är en tvåvingeart som beskrevs av Octave Parent 1939. Campsicnemus furax ingår i släktet Campsicnemus och familjen styltflugor. Inga underarter finns listade i Catalogue of Life.